# Simulium japonicum
Simulium japonicum es una especie de insecto del género Simulium, familia Simuliidae, orden Diptera.
Fue descrita científicamente por Matsumura, 1931.